# Vivaldi-Quintett
Das Vivaldi-Quintett (polnisch Kwintet Vivaldiego) sind eine Gruppe aus fünf Brandungspfeilern im Archipel der Südlichen Shetlandinseln. Sie liegen nahe dem False Round Point in der Corsair Bight von King George Island.
Polnische Wissenschaftler benannten sie 1984. Namensgeber ist der venezianische Komponist Antonio Vivaldi (1678–1741).